# Iron Curtain Trail
Iron Curtain Trail, tedy Stezka Železné opony (EuroVelo 13), je cyklistická trasa vedoucí po celé délce bývalé Železné opony. Trasa měří přes 10 500 km.

## Historie
V roce 2004 zahájil Světový svaz ochrany přirody iniciativu Zelený pás. Ta se snaží podpořit projekty ochrany přírody v místech bývalé Železné opony, která neúmyslně přispěla k uchování zajímavých a důležitých ekosystémů. Klíčovou roli v tomto projektu ochrany přírody hraje také cykloturismus, a pro jeho podporu vznikla právě Stezka Železné opony vedoucí Zeleným pásem.

## Geografie
Stezka je rozdělena na tři části, které jsou spravovány jako tři samostatné projekty:
- Severní část je dlouhá asi 4127 km a vede od Barentsova moře podél finsko-ruské hranice a podél pobřeží Baltského moře k německo-polské hranici.
- Střední část prochází středem Německa, po bývalé hranici mezi východním a západním Německem. Pak sleduje hranice mezi Českou republikou a Rakouskem, Rakouskem a Slovenskem, Rakouskem a Maďarskem a míří na hranice Slovinska. Délka této části je 2179 km.
- Jižní část měří 1335 km a vede podél hranic Chorvatska, Srbska, Rumunska, Bulharska, Severní Makedonie, Řecka a Turecka až k Černému moři.

Na projektu se tak podílí celkem 20 různých států.
Značení cyklostezky se v jednotlivých zemích liší, po celé délce trasy je ale používán stejný evropský symbol s názvem Iron Curtain trail (ICT), číslem 13 a názvem sítě EuroVelo.

## Stezka Železné opony v České republice
Na území České republiky je stezka spravována jednotlivými regiony.
- část Karlovarský kraj: Na naše území stezka vstupuje v Trojmezí a poté vede podél hranice střídavě na české a německé straně. Prochází Hranice, Aš, Nový Žďár, Längenau, Silberbach, Hohenberg, Františkovy Lázně, Cheb, Hrozňatov, Sloppach, Neualbenreuth a přes CHKO Český Les vede do Mähringu, Griesbachu a Hermannsreuthu.[4]
- část Plzeňský kraj: I v této části stezka kopíruje česko-německou hranici. Prochází obcemi Reichenau, Nové Domky, Rozvadov, Železná, Friedrichschäng, Pleš, Rybník, Lučina, Untergrafenried, Hammer, Waldmünchen, Seuchau, Železná Ruda, Prášily, Gsenget, Horní Ždánidla, Modrava a končí na samotě Březník.[5]
- část Jihočeský kraj: Ze šumavské obce Modrava stezka kopíruje česko-bavorskou a později česko-rakouskou hranici. Prochází napříč Šumavou, oblastí Lipenska, Vyšebrodska, přes Novohradské hory a Českou Kanadou.[6]
- část Jihomoravský kraj (tzv. Iron Curtain Trail AT-CZ): Podél česko-rakouské hranice stezka prochází obcemi Drosendorf, Hardegg, Znojmo, Retz, Laa an der Thaya, Mikulov, Valtice, Hohenau. Poté stezka naše území opouští a pokračuje podél hranice rakousko-slovenské.[7]

Na cestě je doporučeno se pohybovat na trekovém či horském kole, neboť kromě zpevněných komunikací vede i po nezpevněných lesních a polních cestách.

## Galerie

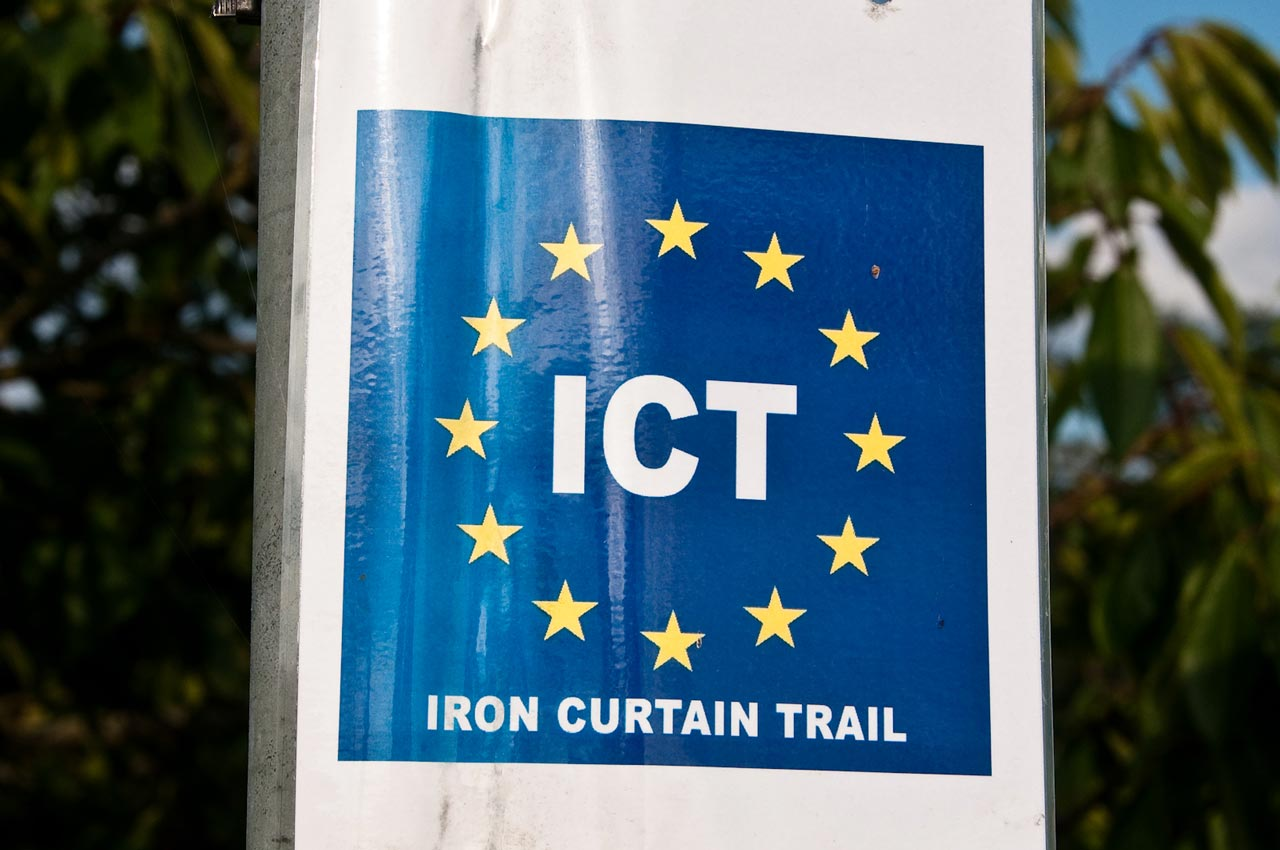
Symbol používaný po celé délce trasy
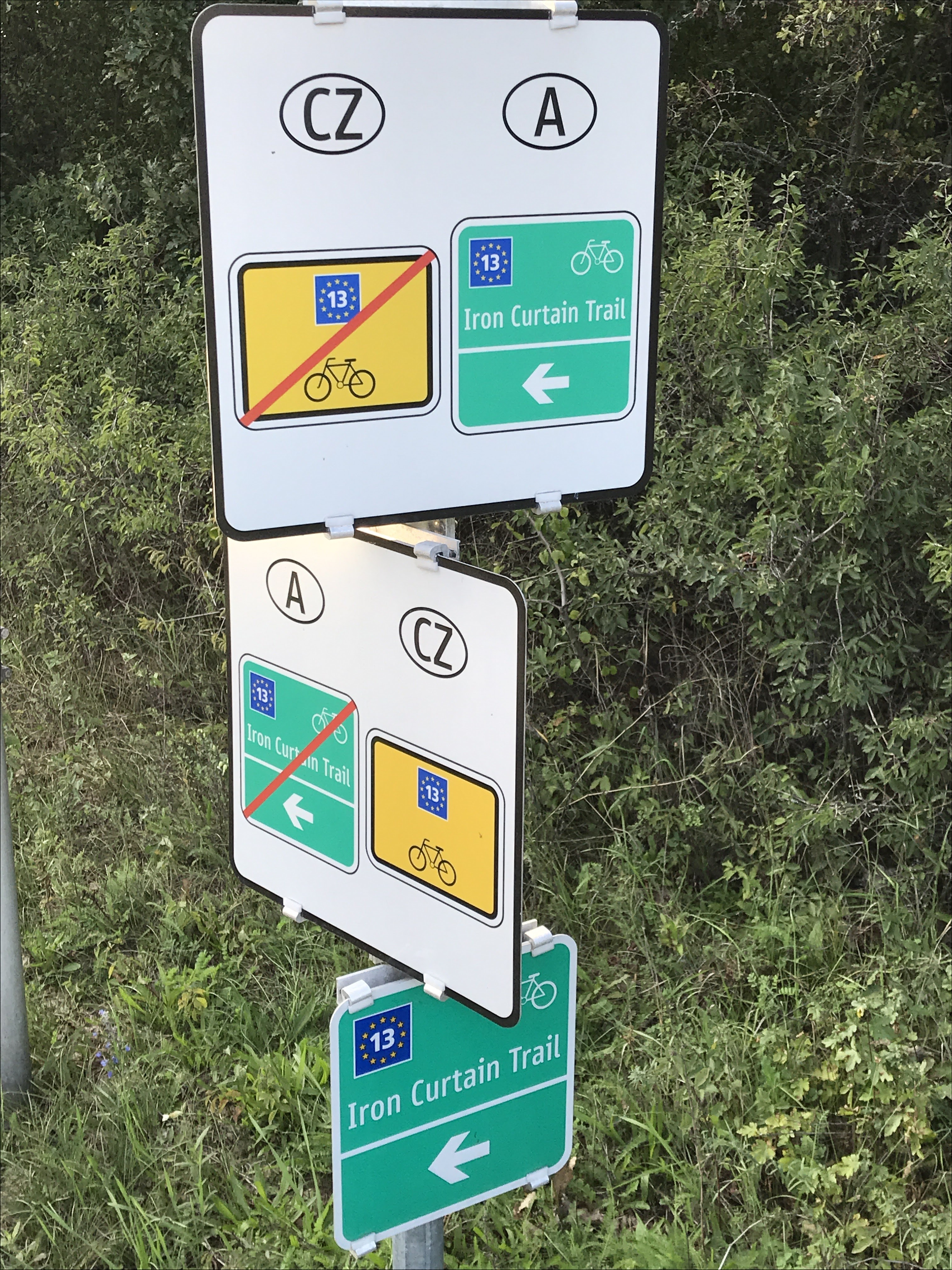
Značení na česko-rakouské hranici
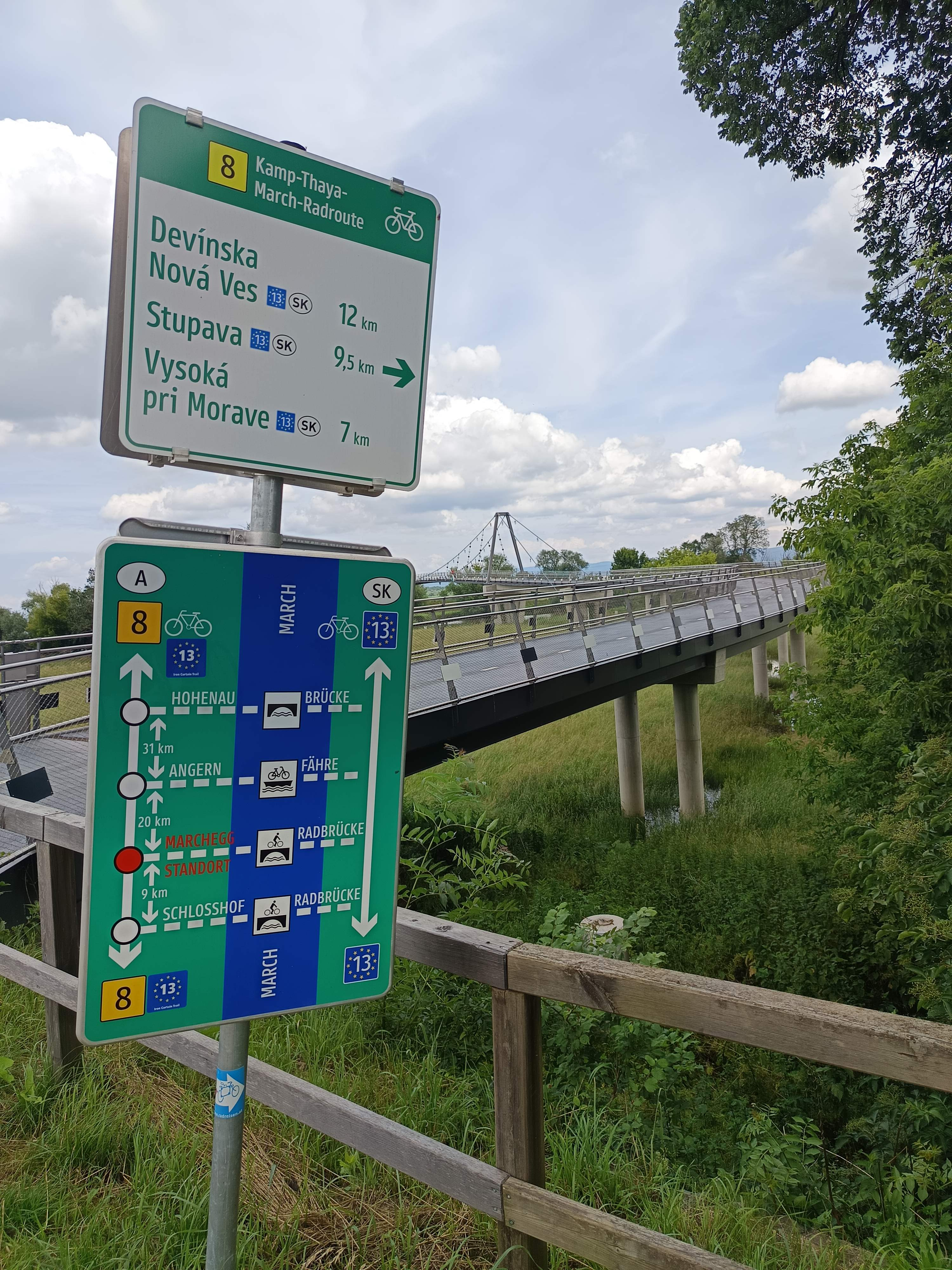
Značení na Rakousko-slovenské hranici